# Frankfurt Galaxy (NFL Europe)
| Frankfurt Galaxy | Frankfurt Galaxy                                                           |
| Gegründet 1991 – Aufgelöst 2007 Spielten in Frankfurt am Main, Deutschland                                                             | Gegründet 1991 – Aufgelöst 2007 Spielten in Frankfurt am Main, Deutschland |
| --- | -------------------------------------------------------------------------- |
| \| \| \| \| Helm \| \| |                                                                            |
| Teamfarben | Lila und Orange                                                            |
| Liga |                                                                            |
| - World League of American Football (1991-1992) Europa division - Word League (1995-1997) - NFL Europe (1998-2006) - NFL Europa (2007) |                                                                            |
| Erfolge |                                                                            |
| Meisterschaften (4) World Bowl 1995, 1999, 2003, 2006                                                                                  |                                                                            |
| Play-off-Teilnahmen (8) 1995, 1996, 1998, 1999, 2003, 2004, 2006, 2007                                                                 |                                                                            |
| Stadien |                                                                            |
| - Waldstadion |                                                                            |
| |                                                                            |
| Helm |                                                                            |

Frankfurt Galaxy war ein Football-Team des American Football aus Frankfurt am Main, das 1991 Gründungsmitglied der World League of American Football (WLAF) war und in der NFL Europe, dem europäischen Ableger der in den USA beheimateten National Football League (NFL) spielte.
Zusammen mit der NFL Europa wurden nach der Saison 2007 alle sechs verbliebenen Mannschaften und somit auch Frankfurt Galaxy aufgelöst.
Im Jahr 2021 ging ein neues Team unter diesem Namen in der neu gegründeten European League of Football an den Start.

## Geschichte

### Die frühen Jahre 1991 und 1992
Anfang der 1990er Jahre beschloss die US-amerikanische Profi-Football-Liga NFL, den Football auch außerhalb der Vereinigten Staaten bekannter zu machen. Als deutscher Standort für die World League of American Football (WLAF) (später NFL Europe) wurde Frankfurt am Main ausgesucht, da man durch in der Region stationierten US-Soldaten einen verlässlichen Zuschauerstamm vermutete. Zudem liegt Frankfurt zentral in Deutschland, und dort wurde mit den Frankfurter Löwen in den 1970er Jahren die erste deutsche Football-Mannschaft gegründet. Gespielt wurde im Waldstadion (von 2005 an Commerzbank-Arena). Als Name wurde „Frankfurt Galaxy“ ausgewählt, die Mannschaftsfarben waren lila, orange und weiß. Passend dazu wurde ein Cheerleader-Team namens „Frankfurt Galaxy Dancers“ ins Leben gerufen.

#### 1991
Das erste Spiel der neuen Liga wurde am 23. März 1991 in Frankfurt ausgetragen, nachdem der Spielball per Helikopter ins Waldstadion eingeflogen wurde. Die neu formierten Mannschaften waren noch nicht richtig eingespielt, insbesondere die Angriffs-Teams. Folglich erzielt die Frankfurter Defense mit einem Safety die allerersten Punkte der neuen Liga. Die London Monarchs wechselten den Quarterback aus, worauf der neue QB Stan Gelbaugh mit einem spektakulären langen Touchdown-Pass die Grundlage für den Sieg der Gäste legte (und die Verlängerung seiner 1986 begonnenen NFL-Karriere bis 1996). Im Nachhinein stellte sich heraus, dass dies schon als Spitzenspiel des Jahres gelten konnte, denn die Frankfurt Galaxy und die London Monarchs wurden im Endeffekt als die besten Mannschaften der WLAF-Saison 1991 bezeichnet, wie überhaupt die drei europäischen Teams die Liga dominierten, zum Missfallen der Beobachter in Übersee.
Die Galaxy-Heimspiele entwickelten sich bald zum „Party“-Geheimtipp, nicht nur unter US-Soldaten oder den eingefleischten Footballfans, die aus ganz Deutschland anreisten, um Quarterback Mike Perez, Runningback Tony Baker oder den aus dem Südpazifik stammenden Linebacker Yepi Pau'u anzufeuern.
Zum Saisonfinale 1991 gegen Sacramento Surge konnte Oliver Luck, General Manager der Frankfurt Galaxy und Vater von Andrew Luck, sensationelle 51.653 Zuschauer im Waldstadion begrüßen. Die Fußballfans der Nation hatten die Zeichen der Zeit zuvor schon auf dem Rasen des Waldstadions gesehen, auf dem am Mittwoch, den 27. März 1991, die deutsche Fußballnationalmannschaft die der UdSSR in einem Freundschaftsländerspiel mit 2:1 schlug. Nur vier Tage nach der WLAF-Premiere waren die Footballmarkierungen noch deutlich zu sehen, und viele irritierte Zuschauer riefen beim TV-Sender an um sich nach den merkwürdigen Mustern auf dem Spielfeld zu erkundigen.
Die London Monarchs blieben die ersten neun Spiele ungeschlagen und sicherten sich frühzeitig einen Platz für die World-Bowl-Playoffs sowie das Heimrecht im Wembley-Stadion. Frankfurt Galaxy verlor zweimal gegen Sacramento, schlug aber die Barcelona Dragons, die mit zwei Niederlagen ins letzte Saisonspiel gegen die noch unbesiegten Monarchs gingen. Mit der erwarteten Niederlage hätten die Dragons im direkten Vergleich gegen Frankfurt den kürzeren gezogen, sodass die Galaxy per Wildcard ins Halbfinale eingezogen wäre. Die Monarchs verloren aber überraschend 17-20, nach Meinung mancher nicht ohne den Hintergedanken, Frankfurt zu vermeiden. Somit war die Galaxy mit sieben Siegen bei drei Niederlagen das drittbeste Team der Liga, aber trotzdem nicht unter den vier Playoff-Teams. Die sieben US-Teams erreichten bestenfalls ausgeglichene Bilanzen.
In den Halbfinals schlugen Monarchs und Dragons ihre Gäste aus Übersee erwartungsgemäß, wodurch die London Monarchs im ersten Wordbowl in Wembley die Barcelona Dragons empfingen und sie dann auch mit 21-0 deutlich schlugen.

#### 1992
Die Saison 1992 verlief für die Europäer spielerisch weniger erfolgreich. Die Galaxy gewann zwar die ersten beiden Spiele daheim gegen die Worldbowl-Finalisten, und am Ende noch einmal beim entthronten Titelverteidiger, zog aber in Barcelona und gegen US-Teams den kürzeren und erzielte eine 3-7 Bilanz. Die Fans feierten trotzdem sich und das Team von Coach Jack Elway, dem Vater des Star-QB der Denver Broncos, John Elway.

### Die erfolgreichen Jahre ab 1995
Nach zwei Jahren Pause nahm 1995 die WLAF nun als World League den Spielbetrieb wieder auf. Der erfolgreiche Galaxy-Manager und spätere Liga-Präsident Oliver Luck wechselte zum neuen Rivalen Rhein Fire Düsseldorf (siehe Deutschland-Derby). Neuer Coach wurde Ex-Profi Ernie Stautner, der als Assistenz-Coach der Dallas Cowboys zweimal den Super Bowl gewonnen hatte und der einzige in Deutschland geborene Spieler oder Coach ist, der in die Pro Football Hall of Fame aufgenommen wurde. Am 17. Juni 1995 gewann Frankfurt Galaxy mit Quarterback Paul Justin durch einen 26:22-Auswärtssieg über die Amsterdam Admirals zum ersten Mal den World Bowl, das Liga-Finale.
Titelverteidiger Galaxy zog 1996 erneut in den World Bowl ein, unterlag im Murrayfield Stadion von Edinburgh den Scottish Claymores aber knapp mit 27:32.
Für die Saison 1997 liehen die San Diego Chargers ihren deutschen NFL-Profi Werner Hippler wieder an sein altes Team aus. Trotzdem verfehlte die Galaxy ihr Ziel, das World Bowl-Finale endlich heim ins Waldstadion zu den treuen Fans zu holen. Denn obwohl die Hessen keine Chance mehr auf die Finalteilnahme hatte, kamen zum letzten Heimspiel gegen Barcelona mit 40.743 Zuschauern mehr Fans als zu irgendeinem anderen World-League-Spiel seit 1992. Wirtschaftlich wurde die Saison mit einem sechsstelligen Gewinn beendet.
Frank Messmer, der 1995 vom Verbandsliga-Team Konstanz 89ers zur Galaxy gekommen war, wurde für seine herausragenden Leistungen zum „Besten Verteidiger Europas“ gewählt. Beim American Bowl in Dublin im Juli 1997 spielte Messmer im Team des damals vierfachen Super-Bowl-Champions Pittsburgh Steelers gegen die Chicago Bears.
Für die Saison 1998 verpflichtete Frankfurt Galaxy Dick Curl als neuen Head Coach, der zuvor als Offensive Coordinator beim amtierenden World-Bowl-Champion Barcelona Dragons tätig war. Zudem wurde die World League nun in NFL Europe umbenannt, und Frankfurt vorab als Austragungsstadt für den World Bowl festgelegt. Nach einem Fehlstart und einer Aufholjagd beendete die Galaxy erstmals die Saison als Tabellenerster, um sich doch noch für das Heimspiel-Finale zu qualifizieren. Aber den World Bowl gewann Lokalrivale Rhein Fire mit 34:10.
In der Saison 1999 führte Dick Curl seine „Men in Purple“ zur zweiten Finalteilnahme in seinem zweiten Jahr als Head Coach. Die NFL Europe League honorierte Curls Leistung erneut mit der Wahl zum 'Coach des Jahres', nicht zuletzt, weil ihm mit dem Einsatz zweier Quarterbacks ein taktisches Meisterstück gelungen war. Beim Endspiel im Düsseldorfer Rheinstadion am 20. Juni 1999 triumphierte Frankfurt Galaxy und gewann durch ein 38:24 über die Barcelona Dragons zum zweiten Mal in der Teamgeschichte den World Bowl.

### Schwache Jahre 2000 bis 2002
Die Saison 2000 endete mit dem vorletzten Platz in der Tabelle, der schwächsten Platzierung seit 1997. Beim letzten Heimspiel der Saison verabschiedeten die Fans den Passempfänger Mario Bailey, der über sechs Jahre eine fantastische Karriere im Trikot der Frankfurt Galaxy durchlebt hatte. Neuer Trainer wurde Doug Graber.
Obwohl Frankfurt Galaxy im Jahre 2001 die beste Defense der Liga hatte, war die Offense verletzungsbedingt schwach. Drei der sieben verlorenen Partien gingen mit einem Touchdown oder weniger verloren und wurden immer in letzter Minute verspielt.

### Weitere Titel ab 2003
Nach drei Jahren Endspielabwesenheit gelang der Frankfurt Galaxy in der Saison 2003 wieder der lang ersehnte Titelgewinn, diesmal gleich über den Erzrivalen Rhein Fire. Der World Bowl XI im Hampden Park in Glasgow, wo einst Eintracht Frankfurt 1960 das Finale des Europapokals der Landesmeister gegen Real Madrid mit 3:7 verloren hatte, wurde mit 35:16 gewonnen. Damit gewann die Frankfurt Galaxy als erste Mannschaft den World Bowl zum dritten Mal und gilt somit als erfolgreichstes Team in der Geschichte der NFL Europe League.
Seit Januar 2004 war Mike Jones Head Coach, insgesamt der fünfte und letzte Head Coach in der Geschichte der Frankfurt Galaxy. Nachdem die Barcelona Dragons durch die Cologne Centurions in Köln ersetzt wurden, war die Frankfurt Galaxy als einziges Gründungsmitglied damit das älteste Team der NFL Europe. Das bei den Fans beliebteste war es sowieso immer gewesen.
Der Titelverteidiger Frankfurt Galaxy qualifizierte sich erneut für den Einzug ins Finale 2004, das in der „Arena auf Schalke“ in Gelsenkirchen ausgetragen wurde. Gegner am 12. Juni war Berlin Thunder, die während der Saison nur eine Niederlage hinnehmen mussten, Frankfurt Galaxy vorher mit 41-0 schlugen und somit als Favorit galten. Tatsächlich gelang es Frankfurt Galaxy zum dritten Male nicht, den World Bowl zu verteidigen, der mit 30:24 nach Berlin ging.
Nach einer von Verletzungen geprägten Saison 2005 und der damit verbundenen schlechten Bilanz von 3:7 Spielen zog die Galaxy in der Saison 2006 zum insgesamt 7. Mal in 14 Jahren in das World Bowl Finale ein. In der LTU arena in Düsseldorf bezwangen die Galaktischen das letzte nicht-deutsche Team der Liga, die Amsterdam Admirals, mit 22:7 Punkten. Zum wertvollsten Spieler (MVP) des Abends wurde anschließend Galaxy Runningback Butchie Wallace gewählt. Mit dem Finalsieg übernimmt die Frankfurt Galaxy wieder den Titel als alleiniger Rekordhalter in Sachen gewonnener World Bowls (4) in der Geschichte der NFL Europe.
Im September 2006 bezog Frankfurt Galaxy als Hauptmieter die neuen Büroräume in der Ostkurve der Commerzbank-Arena.
Seit dem 15. November 2006 ist eine DVD erhältlich, die die erfolgreiche Saison 2006 der Frankfurt Galaxy dokumentiert und einen Blick hinter die Kulissen wirft, u. a. mit dem „Making Of“ des Kalenders der Frankfurt Galaxy Dancers von 2006 und fünf Kurzfilmen über die größten Persönlichkeiten der Vereinsgeschichte.

### 2007 – Die letzte Saison

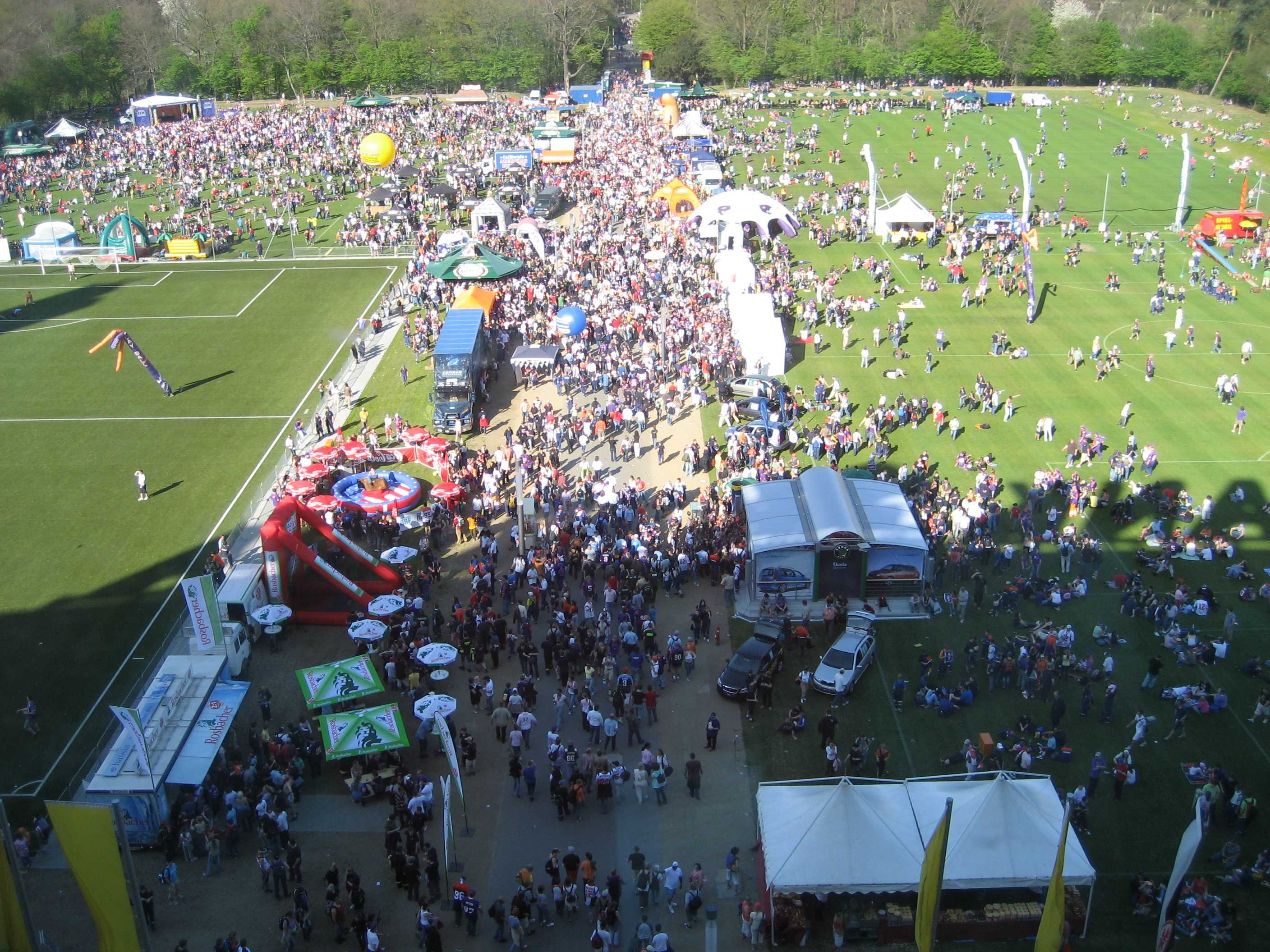
Powerparty vor dem Heimspiel gegen die Amsterdam Admirals (Game1)

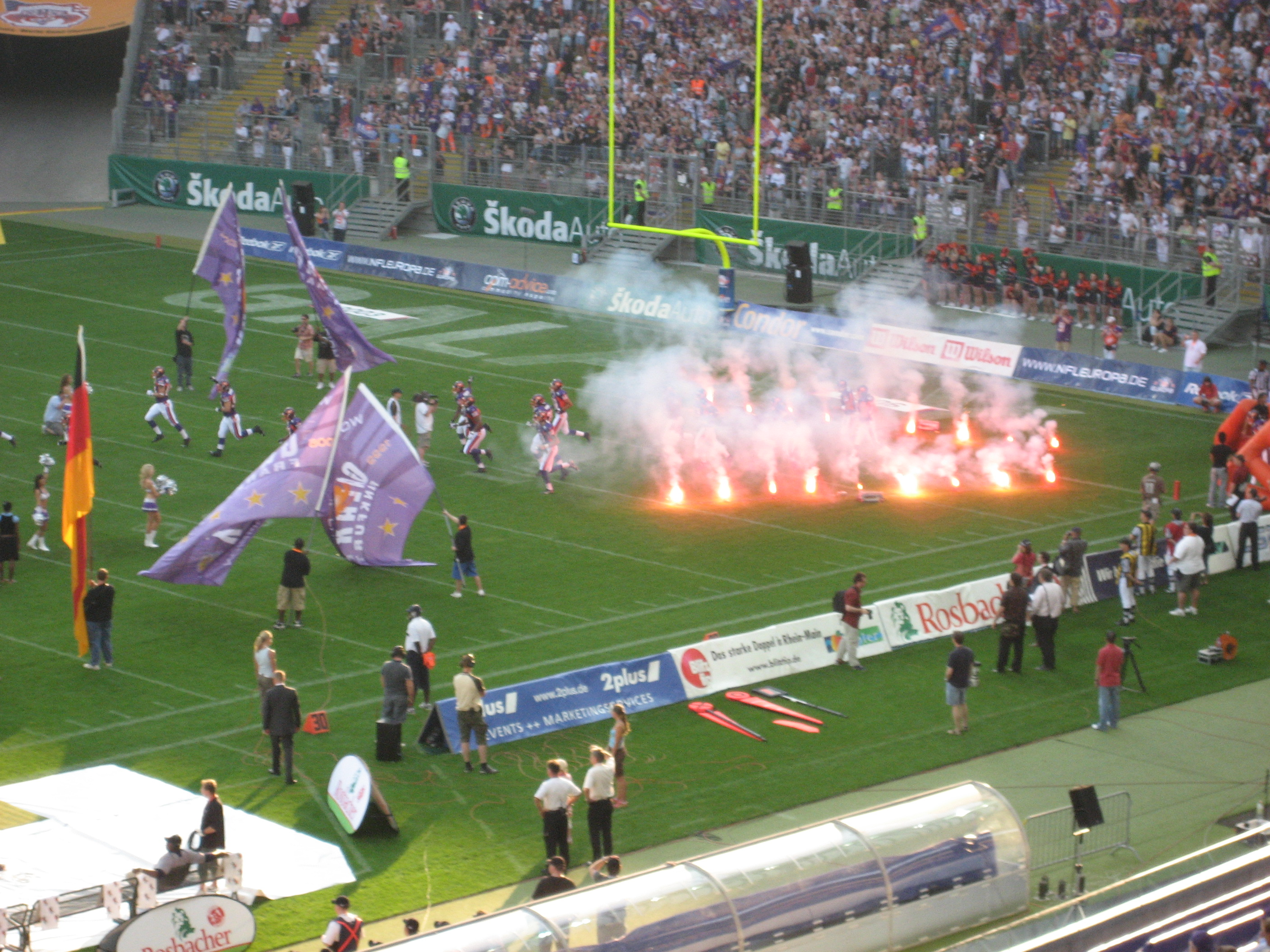
Spielereinlauf vor dem Heimspiel gegen die Hamburg Sea Devils (Game2)

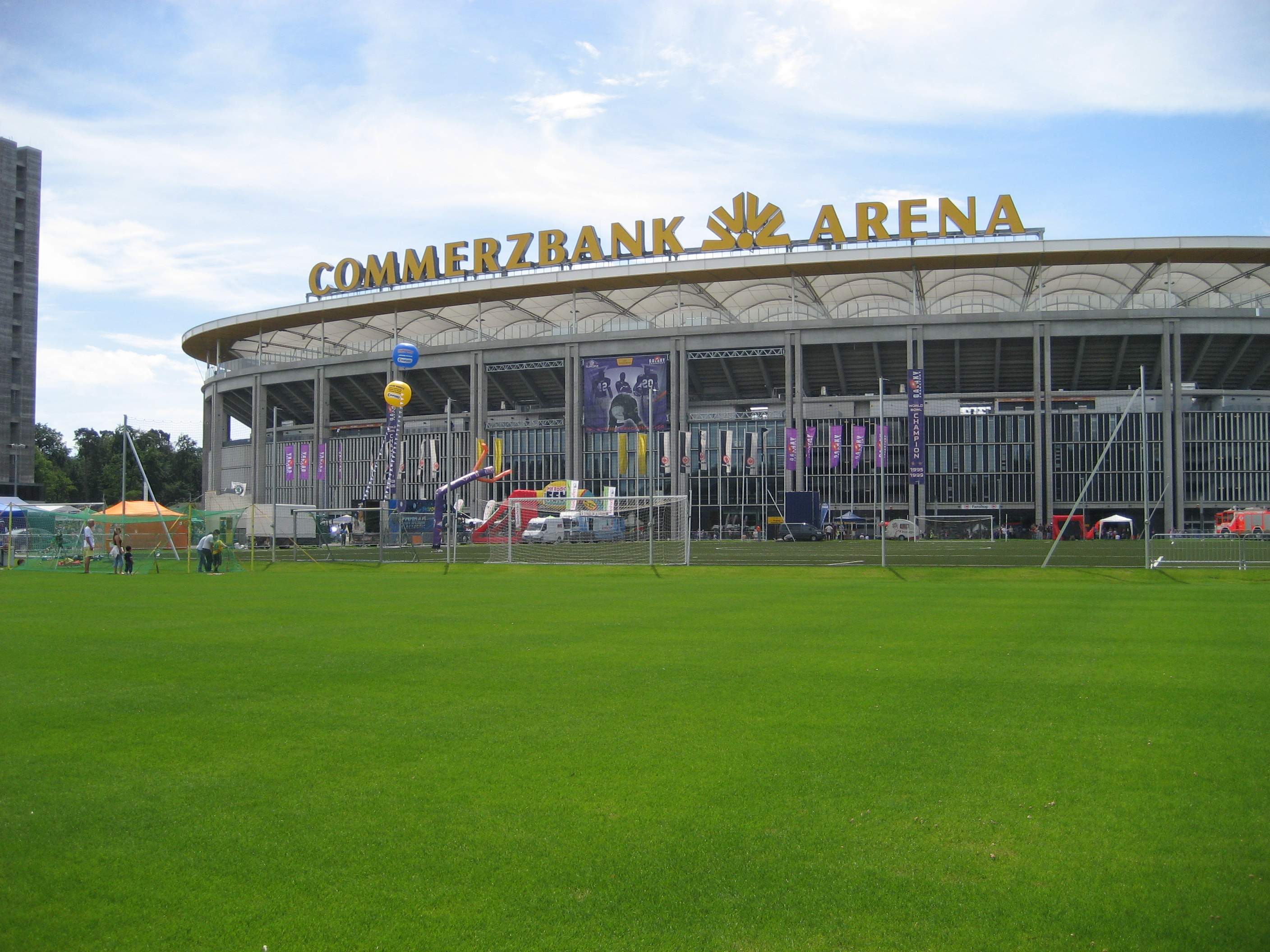
Stadion der Galaxy 2007

In der 2007er Saison erspielt sich die Frankfurt Galaxy (7:3) die Möglichkeit, den World Bowl Titel im heimischen Stadion gegen die Hamburg Sea Devils (7:3) zu verteidigen. Vor 48.125 Zuschauern unterlag das Team jedoch dem Konkurrenten aus dem Norden mit 28:37 Punkten. General Manager Tilman Engel hatte nach diesem Spiel die traurige Aufgabe, dem Team das Aus der NFLE mitzuteilen.
Von der am 29. Juni 2007 durch Uwe Bergheim (Managing Director der NFLE) verkündeten Auflösung der NFL Europa war auch das Team der Frankfurt Galaxy unmittelbar betroffen. Der Betrieb wurde somit nach Abwicklung der Frankfurt Galaxy Footballteam Betriebs GmbH zum 30. September 2007 endgültig eingestellt.

### Nachfolge
Bereits am 18. Juli 2007 gründeten 13 Galaxy-Fans einen eigenen Verein, um die Fanszene im Raum der Mainmetropole zu erhalten – den AFC Universe Frankfurt. Der Verein begann in der Landesliga und spielte von 2016 bis 2022 in der German Football League. Ein Großteil des Teams der Universe schloss sich 2021 der Frankfurter Franchise in der neuen European League of Football an, die nach einer Vereinbarung mit der NFL den Namen Frankfurt Galaxy übernahm.

## Headcoaches
- Jack Elway (1991–1992)
- Ernie Stautner (1995–1997)
- Dick Curl (1998–2000)
- Doug Graber (2001–2003)
- Mike Jones (2004–2007)

## Spielzeiten
| Saison                    | Liga                      | Platz                     | S  | N  | U | P+   | P-   | Postseason                                           |
| ------------------------- | ------------------------- | ------------------------- | -- | -- | - | ---- | ---- | ---------------------------------------------------- |
| 1991                      | WLAF (Europa Division)    | 3                         | 7  | 3  | 0 | 155  | 139  | –                                                    |
| 1992                      | WLAF (Europa Division)    | 2                         | 3  | 7  | 0 | 150  | 257  | –                                                    |
|                           |                           |                           |    |    |   |      |      |                                                      |
| 1995                      | WLAF                      | 2                         | 6  | 4  | 0 | 279  | 202  | World Bowl gewonnen gegen Amsterdam Admirals (26:22) |
| 1996                      | WLAF                      | 2                         | 6  | 4  | 0 | 221  | 220  | World Bowl verloren gegen Scottish Claymores (27:32) |
| 1997                      | WLAF                      | 5                         | 4  | 6  | 0 | 147  | 142  | –                                                    |
| 1998                      | NFL Europe                | 1                         | 7  | 3  | 0 | 177  | 163  | World Bowl verloren gegen Rhein Fire (10:34)         |
| 1999                      | NFL Europe                | 2                         | 6  | 4  | 0 | 239  | 223  | World Bowl gewonnen gegen Barcelona Dragons (38:34)  |
| 2000                      | NFL Europe                | 5                         | 4  | 6  | 0 | 206  | 243  | –                                                    |
| 2001                      | NFL Europe                | 6                         | 3  | 7  | 0 | 199  | 234  | –                                                    |
| 2002                      | NFL Europe                | 3                         | 6  | 4  | 0 | 189  | 174  | –                                                    |
| 2003                      | NFL Europe                | 1                         | 6  | 4  | 0 | 252  | 182  | World Bowl gewonnen gegen Rhein Fire (35:16)         |
| 2004                      | NFL Europe                | 2                         | 7  | 3  | 0 | 212  | 192  | World Bowl verloren gegen Berlin Thunder (16:35)     |
| 2005                      | NFL Europe                | 5                         | 3  | 7  | 0 | 163  | 246  | –                                                    |
| 2006                      | NFL Europe                | 2                         | 7  | 3  | 0 | 172  | 160  | World Bowl gewonnen gegen Amsterdam Admirals (22:7)  |
| 2007                      | NFL Europa                | 2                         | 7  | 3  | 0 | 254  | 179  | World Bowl verloren gegen Hamburg Sea Devils (28:37) |
| Summe über 15 Spielzeiten | Summe über 15 Spielzeiten | Summe über 15 Spielzeiten | 82 | 68 | 0 | 3015 | 2956 | World-Bowl-Bilanz: 4–4 (192:217)                     |

## Zuschauerzahlen
Anmerkungen:
- farbliche Hinterlegung der Zeilen: Waldstadion III; Commerzbank-Arena
- Mit * versehene Kapazitätsangaben verweisen auf die Tatsache, dass sich das Stadion in dieser Zeit in einer Umbauphase befand.

| Zuschauerzahlen während des Bestehens der NFL Europe | Zuschauerzahlen während des Bestehens der NFL Europe | Zuschauerzahlen während des Bestehens der NFL Europe | Zuschauerzahlen während des Bestehens der NFL Europe | Zuschauerzahlen während des Bestehens der NFL Europe | Zuschauerzahlen während des Bestehens der NFL Europe | Zuschauerzahlen während des Bestehens der NFL Europe |
| Saison                                               | Zuschauer gesamt                                     | Heim- spiele                                         | Schnitt                                              | Kapazität                                            | Auslastung                                           |                                                      |
| ---------------------------------------------------- | ---------------------------------------------------- | ---------------------------------------------------- | ---------------------------------------------------- | ---------------------------------------------------- | ---------------------------------------------------- | ---------------------------------------------------- |
| 1991                                                 | 149.326                                              | 5                                                    | 29.865                                               | 62.200                                               | 48,01 %                                              |                                                      |
| 1992                                                 | 181.196                                              | 5                                                    | 36.239                                               | 62.200                                               | 58,26 %                                              |                                                      |
| 1995                                                 | 145.381                                              | 5                                                    | 29.076                                               | 62.200                                               | 46,75 %                                              |                                                      |
| 1996                                                 | 166.582                                              | 5                                                    | 33.370                                               | 62.200                                               | 53,64 %                                              |                                                      |
| 1997                                                 | 175.067                                              | 5                                                    | 35.013                                               | 62.200                                               | 56,29 %                                              |                                                      |
| 1998                                                 | 171.009                                              | 5                                                    | 34.202                                               | 62.200                                               | 54,99 %                                              |                                                      |
| 1999                                                 | 181.635                                              | 5                                                    | 36.327                                               | 62.200                                               | 58,40 %                                              |                                                      |
| 2000                                                 | 169.458                                              | 5                                                    | 33.892                                               | 62.200                                               | 54,49 %                                              |                                                      |
| 2001                                                 | 152.742                                              | 5                                                    | 30.548                                               | 62.200                                               | 49,11 %                                              |                                                      |
| 2002                                                 | 169.521                                              | 5                                                    | 33.904                                               | 62.200                                               | 54,50 %                                              |                                                      |
| 2003                                                 | 117.524                                              | 5                                                    | 23.504                                               | 25.000*                                              | 94,01 %                                              |                                                      |
| 2004                                                 | 130.290                                              | 5                                                    | 26.058                                               | 38.000*                                              | 68,57 %                                              |                                                      |
| 2005                                                 | 146.885                                              | 5                                                    | 29.377                                               | 43.000*                                              | 68,31 %                                              |                                                      |
| 2006                                                 | 140.590                                              | 5                                                    | 28.118                                               | 52.300                                               | 53,76 %                                              |                                                      |
| 2007                                                 | 198.258                                              | 6                                                    | 33.043                                               | 52.300                                               | 63,17 %                                              |                                                      |

## Sonstiges
Im Juni 1999 zogen die Galaxy während eines Spiels gegen die Amsterdam Admirals die Trikotnummer 12 aus dem Verkehr. Damit ehrte die Mannschaft die Fans.

## Medien
- Cheerleader bei Frankfurt Galaxy (hr3-AproPop, 25. Mai 1991)